# Nou periodisme
El nou periodisme (en anglès New Journalism) és un estil de periodisme dels anys 1960 i 1970 que feia servir certes tècniques literàries no habituals en aquella època.
El terme va ser usat per primera vegada amb aquest significat per l'escriptor Tom Wolfe en una col·lecció d'articles periodístics publicats l'any 1973 sota el nom de El Nou Periodisme, que incloïa articles del mateix Wolfe, Truman Capote, Hunter S. Thompson, Norman Mailer, Joan Didion, Robert Christgau i d'altres.
Els articles del Nou Periodisme no es publicaven als diaris, sinó a revistes com The New Yorker, New York Magazine, The Atlantic Monthly, Rolling Stone, Esquire Magazine, CoEvolution Quarterly, i també a Scanlan's Monthly tot i que per un breu període.

## Característiques
Wolfe va identificar les quatre característiques principals agafades de la literatura de ficció:
- Preferir sempre que sigui possible la posada en escena abans que la narració històrica
- Transcriure els diàlegs sencers (fer servir la conversa en lloc de cites i declaracions)
- Adoptar la primera persona (com el punt de vista d'un personatge)[3]
- Ús dels detalls diaris, com els amics, la família i els seus béns (per a descriure millor la vida del personatge)

Tot i aquests elements, el Nou Periodisme no és ficció. Manté els elements del reportatge, incloent el compliment estricte de l'exactitud dels fets i l'escriptor és la font principal de la notícia. Per posar-se dins d'un personatge, el periodista li demana directament que estava pensant o com se sentia.
Es caracteritza per aplicar recursos i tècniques de la literatura de ficció considerades incorrectes pel periodisme tradicional fins aquell moment. Per aquest motiu, el Nou Periodisme suposa una renovació en les formes de narració dels reportatges, cròniques i entrevistes, combinant el millor de la literatura amb el millor del periodisme. Les dues claus bàsiques de la renovació periodística del moviment són:
- Dimensió estètica: Els periodistes del gènere escriuen els seus reportatges perquè siguin llegits com relats, fent servir diàlegs de gran realisme, descripcions molt detallades, caracteritzacions i un llenguatge urbà. El periodista assumeix un protagonisme major que en el periodisme convencional, ja que ens dona la seva visió personal dels esdeveniments, tot i que intenta fer-ho de la forma més objectiva possible.
- Investigació: El periodista intenta gestionar la major informació possible, sortir al carrer i procurar ser al lloc dels fets. Manté les mateixes exigències de precisió, verificació, objectivitat i investigació del bon periodisme.[7]